# Maxim Februari
Maxim Februari (Coevorden, 23 de fevereiro de 1963) cursou direito, filosofia e história da arte na Universidade de Utrecht .  Escreveu primeiro romance ( De zonen van het uitzicht ), que te permitiu recebeu o Prêmio Multatuli, com publicação em 1989. O romance seguinte de Februari, The Book Club (em holandês: De literaire kring ), publicado no ano de 2007. O autor escreveu colunas para dois importantes jornais da Holanda, de Volkskrant e NRC Handelsblad .   Além disso, publicou uma dissertação toda original na Universidade de Tilburg em 2000. Este livro ( Een pruik van paardenhaar & Over het lezen van een boek, Amartya Sen en de Onmogelijkheid van de Paretiaanse liberal ) se trata de uma combinação de um livro com caráter científico e ao mesmo tempo, um romance, tanto sobre economia como também sobre ética – e publicado sob dois nomes: M. Februari & Marjolijn Drenth.  No ano de 2008, Februari vai receber o Prêmio Frans Kellendonk, que é um prêmio literário holandês.  Februari ministrou a Palestra Mosse de 2011, intitulada Wat is seks eigenlijk? ( O que é sexo exatamente? ). 

## Transição de gênero
No jornal NRC-Handelsblad foi anunciado no mês de setembro de 2012 que o seu colunista Marjolijn Februari iria passar a publicar com o nome de Maxim Februari, por causa de sua transição de gênero. No mês de fevereiro, publicou The Making of a Man. Notas sobre transexualidade (holandês: De maakbare man. Notities over transseksualiteit ) em 2013. 

## Publicações em Inglês
- Maxim Februari: A construção de um homem. Notas sobre transexualidade . (Tradução de Andy Brown). Londres, Reaktion Books, 2015. ISBN 978-1-78023-473-1
- Marjolijn Februari: O Clube do Livro . (Tradução de Paul Vincent). Londres, Quercus, 2011.ISBN 978-0-85738-132-3ISBN 978-0-85738-132-3
- Globalização e Dignidade Humana. Fontes e desafios do pensamento social católico . Um ensaio de Marjolijn Drenth von Februar, com contrib. por Wim van de Donk [e outros]. Budel, Damon, 2004.ISBN 90-5573-577-9ISBN 90-5573-577-9

1. ↑  Het Literatuurhuis, 2014
2. ↑  «Profile of M. Februari at Dutch public TV (NPODoc, 2011)». Consultado em 5 December 2022. Arquivado do original em 25 November 2015 Verifique data em: |acessodata=, |arquivodata= (ajuda)
3. 1 2  «Maxim Februari over zijn coming out: al heel jong wist ik dat ik een jongen was». NRC. Consultado em 5 December 2022 Verifique data em: |acessodata= (ajuda)
4. ↑  «Radboud Reflects (Radboud University, 2008)». Consultado em 5 December 2022 Verifique data em: |acessodata= (ajuda)[ligação inativa]
5. ↑  «Home». maatschappijdernederlandseletterkunde. Consultado em 5 December 2022. Arquivado do original em 15 February 2016 Verifique data em: |acessodata=, |arquivodata= (ajuda)
6. ↑  van Toor, Bob (22 September 2011). «Marjolijn Februari: 'Ik weet niets van homo's – of van seks'» [Marjolijn Februari: 'I know nothing about gays - or about sex']. Folia (em neerlandês). Consultado em 6 February 2019 Verifique data em: |acessodata=, |data= (ajuda)